# William Henry Perkin junior
William Henry Perkin junior (* 17. Juni 1860 in Sudbury; † 17. September 1929 in Oxford) war ein britischer Chemiker (Organische Chemie).

## Leben
Er war der Sohn von William Henry Perkin, in dessen Privatlabor er mit Chemie vertraut wurde, und Bruder von Arthur George Perkin. Ab 1877 studierte er am Royal College of Chemistry und ab 1880 an der Universität Würzburg, wo er bei Johannes Wislicenus promoviert wurde. Danach war er Assistent an der Ludwig-Maximilians-Universität München bei Adolf von Baeyer, bei dem er habilitierte und 1883 Privatdozent wurde. 1886 ging er zurück nach England, war kurz am Owens College in Manchester (der späteren Victoria University), wurde 1887 Professor am Heriot-Watt-College in Edinburgh und 1892 als Nachfolger von Carl Schorlemmer Professor für organische Chemie am Owens College. Perkin baute dort eine Schule der Organischen Chemie von internationalem Ruf auf. Das Labor errichtete er nach dem Vorbild von Baeyers in München. Es steht noch heute direkt neben dem 1895 von dem Chemiker und Industriellen Edward Schunck gestifteten Labor (Schuncks Privatlabor, das Stein für Stein abgetragen und an der Universität neu zusammengesetzt wurde). 1913 wurde er Professor in Oxford als Nachfolger von William Odling. Ein Grund für den Wechsel nach Oxford war eine geplante Änderung der Politik der Universität in Manchester bezüglich der Zusammenarbeit mit der Industrie, auf die Perkin viel Wert legte und die Perkin Einkommensverluste beschert hätten. In Oxford war er zunächst in dem veralteten Labor von Odling. Es entstanden aber bald neue und Perkin trug dazu bei, dass die Studenten für ihre Abschlüsse an die aktuelle Forschung herangeführt wurde. Er konnte aber in Oxford nicht vollständig an die Erfolge seiner Schule Organischer Chemie in Manchester anknüpfen, da in Oxford heftige Konkurrenz besonders zur Physikalischen Chemie bestand (u. a. Frederick Soddy).

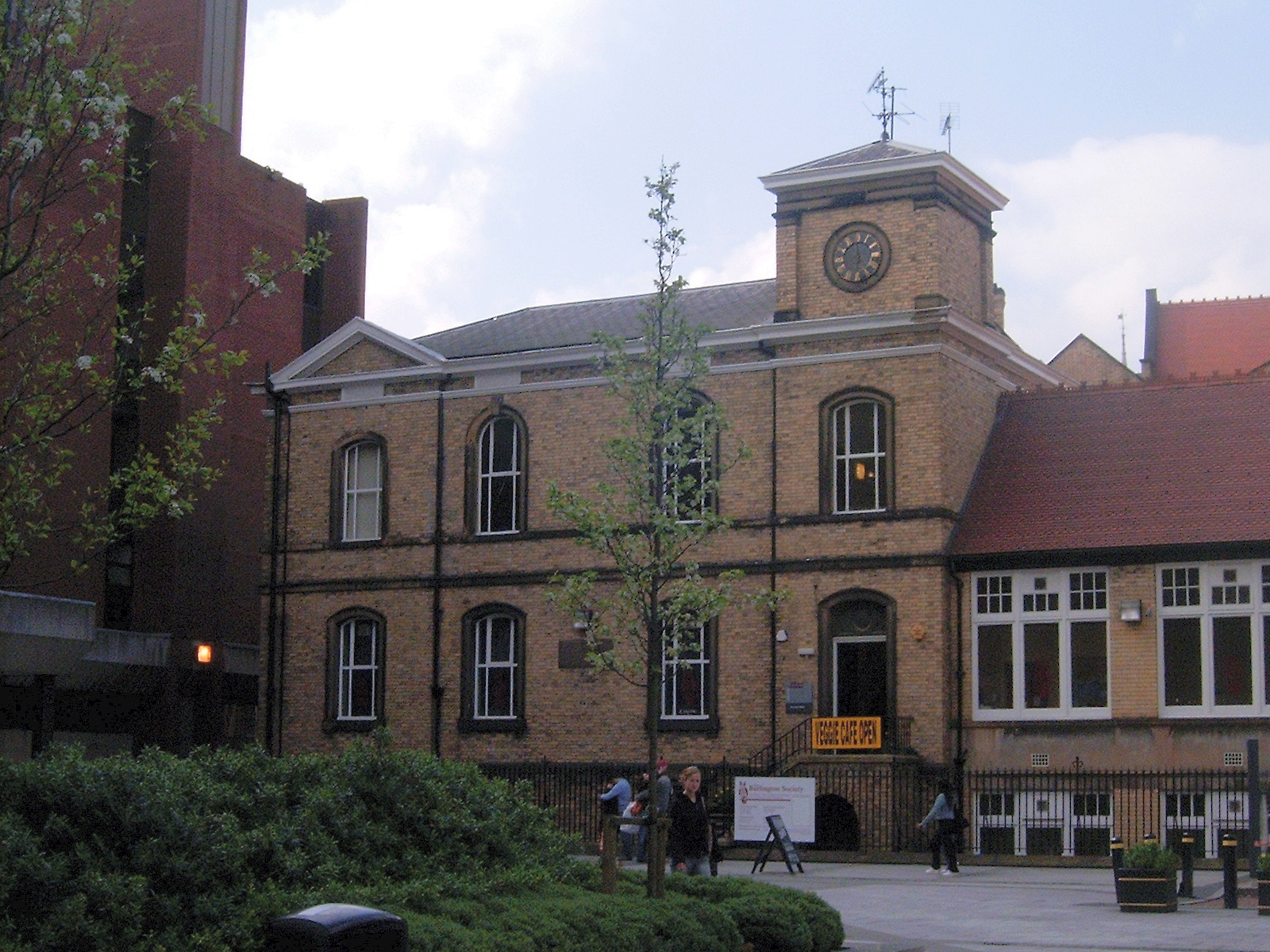
Schunck Building, Universität Manchester, rechts davon das Labor von Perkin

Im Ersten Weltkrieg befasste er sich mit der industriellen Synthese von Farbstoffen, nachdem die deutschen Lieferanten ausfielen. Er war im Beratungsgremium von British Dyes Limited und ab 1924 in dessen Leitung, gab das aber schon 1925 wieder auf um sich der Forschung zu widmen. Er befasste sich auch mit der Chemie von Naturstoffen (Campher, Terpene, Alkaloide, Farbstoffe des Brasilholzes).
Bekannt ist er für die Synthese von (Alicyclischen) Kohlenstoffringen mit 3, 4, 5 oder 7 Kohlenstoffatomen. Die Existenz solcher Ringe mit weniger als 6 C-Atomen widersprach der damaligen Lehrmeinung, weshalb er auch aus dem Labor von Adolf von Baeyer in München ausschied, wo er diese Forschungen 1883 bis 1885 unternahm – er blieb aber lebenslang mit Baeyer befreundet. In diesem Zusammenhang ist auch eine Variante der Malonestersynthese nach ihm benannt, bei der ein Ring aus 5 Kohlenstoffatomen im Molekül gebildet wird.
Er schrieb Lehrbücher mit seinem Schwager Frederic Stanley Kipping, z. B. Organic Chemistry (1899).
Zu seinen Schülern gehörten die Nobelpreisträger Walter Norman Haworth und Robert Robinson, sowie Chaim Weizmann, Frank Pyman und Eduard Hope. In Manchester war er mit Chaim Weizmann befreundet, geriet mit diesem aber in Streit über die Vergärung von Stärke zu Isoamylalkohol, was zu Weizmanns Entlassung in Manchester führte. Die Substanz war als Ausgangspunkt für Synthesekautschuk wirtschaftlich relevant. Im Ersten Weltkrieg gab er 1917 eine Gedenk-Vorlesung für Adolf von Baeyer.
Das Chemiegebäude der Heriot-Watt-Universität ist nach ihm benannt. Er war Fellow der Royal Society, Mitglied der Académie des sciences und der Königlichen Gesellschaft der Wissenschaften in Uppsala, erhielt 1904 die Davy Medal und 1925 die Royal Medal. 1913 bis 1916 war er Präsident der Chemical Society und erhielt 1916 deren Longstaff Medal. 1910 wurde er Ehrendoktor in Edinburgh. 1906 wurde er zum korrespondierenden Mitglied der Göttinger Akademie der Wissenschaften und 1911 der Bayerischen Akademie der Wissenschaften gewählt. 1919 wurde er in die American Academy of Arts and Sciences aufgenommen.
1888 heiratete er Mina Holland. Die Ehe blieb kinderlos. Neben Frederick Kipping war auch Arthur Lapworth sein Schwager. Sie heirateten Schwestern, was Gegenstand eines Buches von Eugene G. Rochow war, das auch den Einfluss der Schwestern auf die wissenschaftliche Arbeit ihrer Ehemänner zeigte.